# Le Bagarreur solitaire

Le Bagarreur solitaire (The Wild and the Innocent) est un film américain de Jack Sher sorti en 1959.

## Synopsis
Un jeune trappeur, Yancy, quitte montagnes et forêts de son Wyoming natal pour aller vendre des peaux à la ville. En cours de chemin, la jeune Rosalie, aussi peu déniaisée que lui, s’attache à ses basques. Ils arrivent à la ville de Gasper le 4 juillet, jour de la fête de l’Indépendance. Rodéo, carnaval, bal, concert, la cité est en liesse. Après avoir déposé les peaux au comptoir général, Yancy et Rosalie décident de troquer leurs loques contre des habits neufs pour participer aux réjouissances.

## Fiche technique
- Titre original : The Wild and the Innocent
- Réalisation : Jack Sher
- Scénario : Jack Sher et Sy Gomberg
- Chef opérateur : Harold Lipstein
- Musique : Hans J. Salter
- Direction artistique : Robert Clatworthy et Alexander Golitzen
- Costumes : Bill Thomas
- Producteur : Sy Gomberg pour Universal
- Genre : western
- Procédé : Cinémascope couleurs
- Durée : 84 minutes
- Origine : américaine
- Sortie :  États-Unis : 27 mai 1959, à Paris : octobre 1959

## Distribution
- Audie Murphy  (VF : Jacques Thébault) : Yancy Hawks
- Sandra Dee : Rosalie Stocker
- Joanne Dru : Marcy Howard
- Gilbert Roland  (VF : Jean Martinelli) : Shérif Paul Bartell
- Jim Backus (VF : Richard Francœur) : Cecil Forbes
- Peter Breck : Chip
- George Mitchell  (VF :  Camille Guérini) : Oncle Lije Hawks
- Strother Martin : Ben Stocker
- Ed Stroll : Acolyte
- Angelo Rossitto (non crédité) : Nain
- William Fawcett (VF : Paul Villé) : un trappeur
- Donald Kerr (VF : Gérard Ferat) : bonimenteur
- Syl Lamont (VF : Serge Sauvion) : un trappeur
- Wesley Mary Tackitt  (VF : Françoise Fechter) : Blanche Ransome